# Daniela Santanchè
Daniela Garnero, connue sous le nom de Daniela Santanchè (prononcé : [daˈnjɛːla santaŋˈke], née le 7 avril 1961 à Coni, chef-lieu de la province éponyme), est une cheffe d'entreprise et femme politique italienne, députée d'Alliance nationale de 2001 à 2008, puis de Forza Italia de 2013 à 2018.
Elle est candidate au poste de président du Conseil aux élections législatives des 13 et 14 avril 2008 pour le mouvement d'extrême droite La Droite - Flamme tricolore. Elle est secrétaire d'État du gouvernement Berlusconi IV de 2010 à 2011 et ministre du Tourisme du gouvernement Meloni depuis 2022.

## Biographie
Elle est la seconde enfant d'une fratrie qui compte également trois frères. Leur père, Ottavio Garnero, dirige une entreprise de transport à Coni : la Unione Corrieri Cuneesi. À Turin, elle obtient un diplôme de sciences politiques.
En 1982, Daniela Garnero épouse le chirurgien Paolo Santanchè et s'implique dans l'administration de l'entreprise de son mari dont, à la suite d'un accord judiciaire, elle conserve le nom lorsque le couple se sépare en 1995.
Elle noue alors une relation amoureuse avec l'entrepreneur pharmaceutique Canio Giovanni Mazzaro (né en 1959), originaire de Potenza, avec qui elle a un fils en 1996, Lorenzo. Elle a un temps une relation avec l'homme d'affaires et journaliste Luigi Bisignani, puis pendant neuf ans, de 2007 à 2016 avec le journaliste et directeur d’Il Giornale Alessandro Sallusti,,. Son nouveau partenaire, Dimitri Kunz dit « d'Asburgo Lorena » (de Habsbourg-Lorraine), est membre du conseil d'administration de Visibilia.

## Chef d'entreprise
Diplômée en sciences politiques de l'université de Turin, Daniela Santanchè fonde en 1983 une société de marketing. En 1990, elle crée la Dani Comunicazione Srl, qui deviendra en peu de temps leader dans le secteur des relations publiques et de l'organisation d'évènements. Dani Comunicazione sera propriétaire avec Flavio Briatore de la discothèque le Billionaire de Porto Cervo (Sardaigne), et de Twiga à Forte dei Marmi. Elle liquide en 2014 la Dani Comunicazione et rachète au holding luxembourgeois Laridel Participations de Briatore 10 % de Invest SRL, qui construit une résidence de luxe à Arzachena en Sardaigne d'une valeur de 6 millions €.
Elle fonde en 2007 Visibilia Pubblicità, cotée à la bourse, régie publicitaire des quotidiens Il Giornale, Libero et Il Riformista (jusqu'en 2010), l''Ordine di Como (jusqu'à juin 2012) et des journaux gratuits Metro, D-News et Io Spio, et du multiplex The Space Cinema (de 2012 à 2013). Un accord avec Google lui assure en outre la publicité en ligne des petites et moyennes entreprises italiennes (PMI). En 2013, elle vend 40 % de Visibilia Pubblicità à son ex-mari, Mazzaro, et récupère 14,91 % de la société de celui-ci, Bioera (produits cosmétiques et alimentaires bio). Elle est également co-associée de son ex-mari dans Bioffod Italia.
En février 2014, Visibilia Editore, dont elle possède 75,9 % des parts, rachète à Fininvest les magazines Ciak et PC Professionale de Mondadori puis rachète, en novembre 2015, au groupe PRS Editore les hebdomadaires Novella 2000 et Visto, avant de les mettre en liquidation le 26 juillet 2017.

## Carrière politique

### Alliance nationale
Elle adhère à Alliance nationale, en 1995, devenant la collaboratrice d'Ignazio La Russa. En juin 1999, elle est élue conseillère provinciale de la province de Milan.
En 2001, elle est élue pour la première fois à la Chambre des députés, dans la circonscription de Lombardie 3, grâce à la démission de Viviana Beccalossi. De 2003 à juin 2004, elle est également conseillère municipale chargée du sport et des grands évènements à Ragalna, dans la province de Catane.
En 2005, elle est chargée de l'égalité des chances à Alliance nationale et est rapporteur de la Loi de finance.
En 2006, elle est réélue à la Chambre des députés sur la liste Alliance nationale, à l'intérieur de la coalition de la Maison des libertés, dans la circonscription de Lombardie 1 (Milan).

### La Droite
Le 10 novembre 2007, en froid avec la direction du parti, elle quitte Alliance nationale pour adhérer à La Droite de Francesco Storace, dont elle devient porte-parole. Le 10 février 2008, elle est candidate à la présidence du Conseil lors des élections anticipées pour l'alliance La Droite-Flamme Tricolore, sans succès.

### Peuple de la Liberté et Forza Italia
En novembre 2008, en désaccord avec la ligne anti-Berlusconi de Storace, elle quitte La Droite pour fonder, en mai 2009, le Mouvement pour l'Italie, qui adhère le 24 février 2010 au Peuple de la liberté (PdL) de Silvio Berlusconi.
Et, le 1er mars 2010, elle entre dans le gouvernement Berlusconi IV comme sous-secrétaire d'État à la présidence du Conseil, chargée de l'actualisation du programme. Elle reste en poste jusqu'à la démission du gouvernement le 16 novembre 2011.
Aux élections de 2013, elle est élue pour la troisième fois députée, cette fois-ci pour Le Peuple de la liberté dans la circonscription de Lombardie 3. Le 27 mars 2013, elle est nommée par Silvio Berlusconi responsable de l'organisation du PdL à la place de Maurizio Lupi. Le 16 novembre 2013, lors de la dissolution du Peuple de la liberté, elle adhère à Forza Italia et, le 20 janvier 2014, Berlusconi la nomme responsable de la récolte de fonds.

### Frères d'Italie
Elle adhère au mouvement de Giorgia Meloni, Frères d'Italie, lors du second congrès du parti à Trieste, le 3 décembre 2017, et est candidate au Sénat à Crémone lors des élections de 2018 au sein de la coalition de centre-droit rassemblant aussi Forza Italia et la Ligue.
Le 22 octobre 2022, elle est nommée ministre du Tourisme dans le gouvernement Meloni.